# Trifidnebel
Der Trifidnebel (auch als Messier 20 oder NGC 6514 bezeichnet) ist ein Emissions- und Reflexionsnebel im Sternbild Schütze. Der Name entstammt dem lateinischen Wort trifidus „dreigeteilt, dreigespalten“, da eine dunkle Staubwolke (Barnard 85) den Nebel dreiteilt.

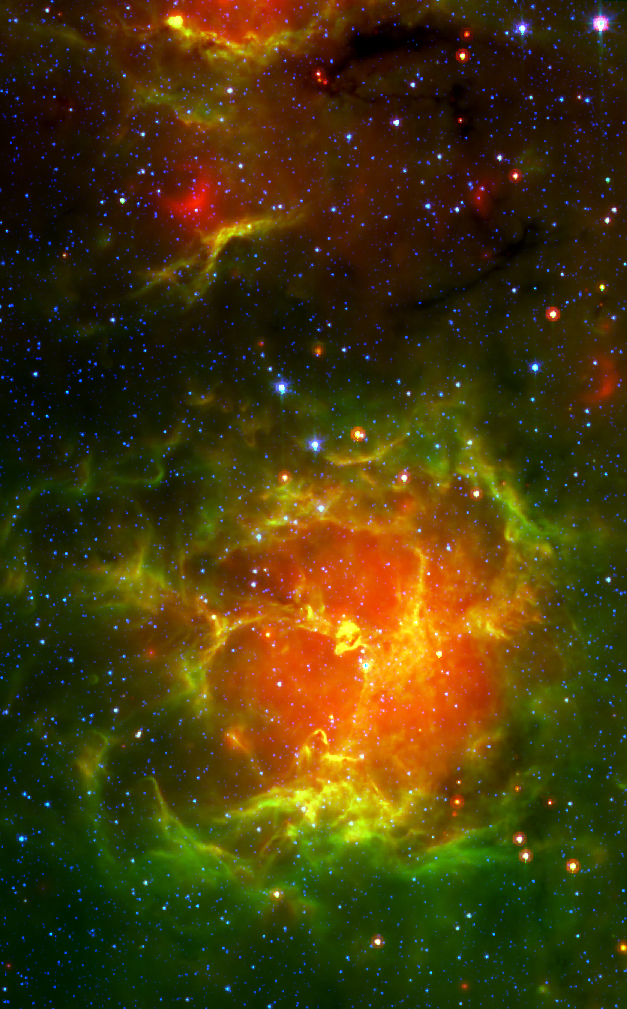
Infrarotaufnahme des Spitzer-Weltraumteleskops
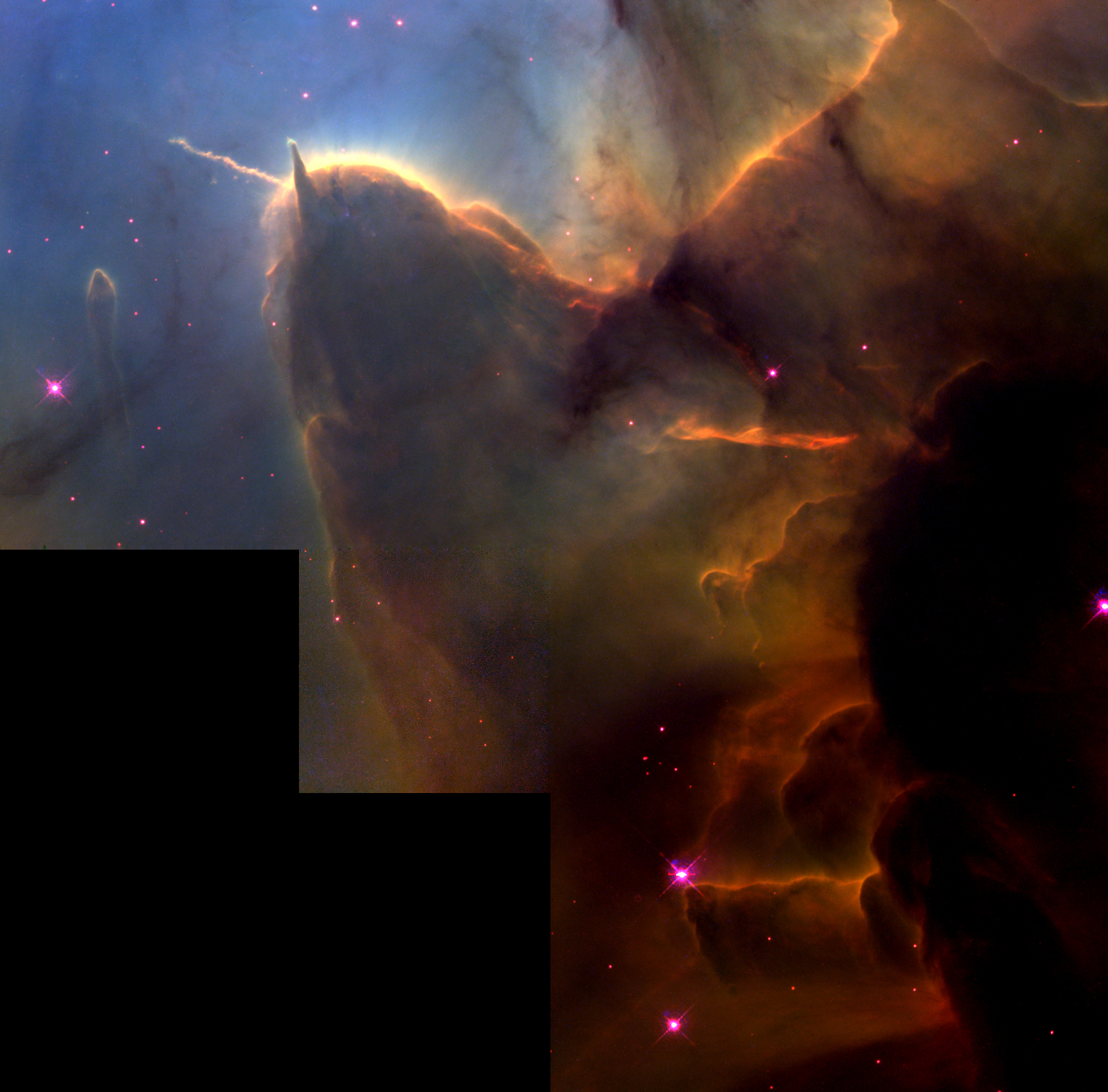
Detail mit Jets, aufgenommen vom Hubble-Weltraumteleskop
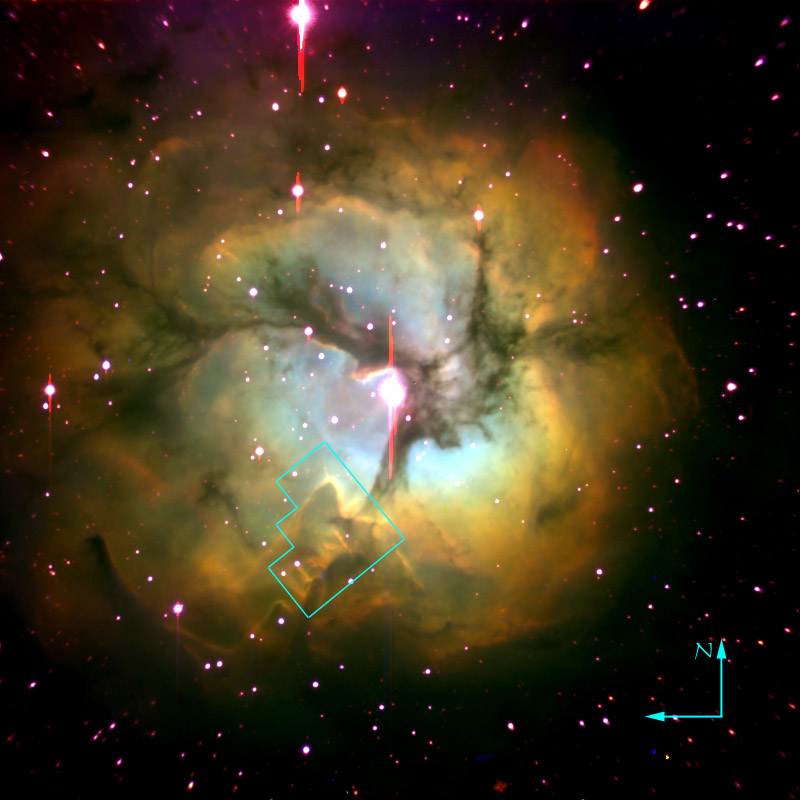
Aufnahme des Palomar-Observatoriums. Der Bereich der Detailvergrößerung ist eingezeichnet.

Der Trifidnebel ist ein Ort der Sternentstehung (H-II-Gebiet) mit einer scheinbaren Helligkeit von +9,0 mag und einer Flächenausdehnung von 28' × 28'. Die Ionisation des Hauptnebels erfolgt durch den heißen Stern HD 164492, der zum O7-Typ gehört. Im Inneren des Nebels verstecken sich noch einige nur im Infraroten sichtbare massereiche Protosterne. Die Entfernung des Trifidnebels von der Erde beträgt etwa 5200 Lichtjahre. Wegen seiner südlichen Position ist der Nebel in Mitteleuropa nicht besonders gut zu beobachten. Auf der Detailaufnahme sind Jets sichtbar, wie sie sich bei der Sternentstehung entwickeln.